# ミンデンヒルズ
ミンデンヒルズ（英：Township of Minden Hills）は、オンタリオ州のハリバートン郡にある町で、同地方の郡庁所在地である。一般には町内のミンデンがよく知られている。町の名はドイツのノルトライン＝ヴェストファーレン州北部にある町ミンデン（Minden）に由来する。

## 歴史
1868年には集落が見られ、以降、初期の入植者は森林資源の豊かさに目を付け移住してきた。ガル川（Gull River）が町中を流れており、19世紀から20世紀にかけて、伐採された木材はこの川を利用して下流の製材工場まで運んでいた。
オンタリオ州南部の大都市から程近い地勢から、1940年代、町は夏の訪問先として人気を得るようになる。冬の人口は1,200人ほどであるが、夏には町周辺の湖に訪れる宿泊客（コテージ）や観光客で賑わう。

## 観光
- ミンデンヒルズ文化センター（Minden Hills Cultural Centre）：美術館・博物館・図書館がある。
- アグネ・ジェイミソン美術館（Agnes Jamieson Gallery）

## 著名人
- アグネ・ジェイミソン（Dr. Agnes Jamieson）

オンタリオ州で女性として初めて検視官となった人物。医者であったが美術への造詣も深く、アンドレ・ラパン（André Lapine）の作品を集めた美術館「アグネ・ジェイミソン美術館」を建てた。